# Ain Suchna
Ain Suchna (arabisch العين السخنة, DMG al-ʿAin as-Suḫna; auch Ain Sukhna) ist ein an der Bucht Ghubbat al-Būṣ an der Westküste des Golfs von Suez gelegenes touristisches Urlaubsgebiet etwa 120 km südöstlich von Kairo und 65 km südlich von Suez im Gouvernement as-Suwais. Der Name bezieht sich auch auf den ganzen Küstenstreifen von mehreren Dutzend Kilometern Länge, wo sich entlang der gut ausgebauten Küstenstraße mehrere Ferien-Komplexe angesiedelt haben. Der Name steht im Arabischen für „heiße Quelle“ und leitet sich von einer Schwefelquelle in der Region ab. Nach der Volkszählung vom 11. November 2006 hatte Suchna 162 ständige Bewohner. Es wurde dabei in der Stadt (madīna) ʿAtāqa (مدينة عتاقة) des Gouvernement as-Suwais (Suez) nachgewiesen. Dass von den 162 Bewohnern 159 männlich waren, weist auf den Ferienortcharakter hin.  Während pharaonischer Zeit wurde Ain Suchna vom Alten bis ins Neue Reich als Hafen für den Schiffsverkehr mit der Sinai-Halbinsel genutzt. 1999 wurden hier erstmals hieroglyphische Inschriften entdeckt. Seitdem werden dort regelmäßig archäologische Untersuchungen durchgeführt.

## Die altägyptische Hafenanlage

### Lage
Die Fundstelle erstreckt sich von einem Felshang bis in die Ebene an der Küste. In der Nähe befindet sich die heiße Quelle, die dem Ort seinen heutigen Namen gab.

### Forschungsgeschichte
Erstmals bekannt gemacht wurde die Existenz einer archäologischen Fundstätte bei Ain Suchna 1999 durch Mahmud Abd el-Raziq von der Universität Ismailia, der dort hieroglyphische Felsinschriften entdeckt hatte. Seit 2001 finden jährlich Grabungen statt, die gemeinsam vom Institut français d’archéologie orientale (IFAO) und der Universität Sorbonne in Paris durchgeführt werden. Die Leitung liegt bei Mahmud Abd el-Raziq (Universität Ismailia), Georges Castel (IFAO) und Pierre Tallet (Sorbonne).

### Beschreibung
Der Fundort erstreckt sich bislang auf einem Areal von etwa 300 mal 200 m von einem Felshang bis in die Ebene vor der Küste. Am Felshang selbst wurden mehrere hieroglyphische Inschriften entdeckt, zu seinen Füßen als Lager- und Wohnräume genutzte Galerien. Weitere Befunde sind Gebäudegrundrisse und Metallwerkstätten. Der eigentliche Hafen wurde bislang nicht lokalisiert.

#### Die Galerien
Unterhalb eines Felshangs befinden sich zehn in den anstehenden Sandstein gehauene Galerien von recht ähnlichem Aufbau. Alle haben einen rechteckigen Grundriss, eine Breite von etwa 2,5 m und eine Höhe von 2 m. Die Länge variiert zwischen 15 und 20 m. In den Felsboden eingetiefte Wege bilden den Zugang zu den Galerien. Ursprünglich besaßen sie auch eine Tür. Drei der Galerien besitzen einen gemeinsamen Zugangsweg, der von einer Mauer begrenzt wird und ursprünglich über hölzerne Stützbalken verfügte, die ein Dach trugen.
Die bislang ältesten Funde aus den Galerien stellen zwei Inschriften dar, die auf teilweise abgebröckelten Gipsschichten angebracht wurden. Beide sind nur unvollständig erhalten, lassen aber noch erkennen, dass sie unter der Herrschaft von König Djedkare Isesi in der 5. Dynastie entstanden sind. Bei der ersten ist die genaue Datierung und der Großteil des restlichen Textes verloren. Interessant ist aber die Tatsache, dass die Inschrift ein knbt-Schiff (ein sogenanntes Byblos-Schiff) nennt, das typischerweise für längere Seereisen verwendet wurde. Es handelt sich hierbei um den bislang ältesten Beleg für ein Schiff dieses Typs. Die zweite Inschrift ist etwas besser erhalten. Sie datiert in Djedkares 7. Jahr der Zählung. Explizit wird die Sinai-Halbinsel als Ziel einer Expedition genannt. Ihr Leiter war ein Sed-Hetepi, der auch im Wadi Maghara auf der Sinai-Halbinsel in einer Inschrift genannt wird. Laut dieser führte er eine 1400 Mann starke Truppe an.
Die weitaus meisten Funde aus den Galerien datieren ins Mittlere Reich. Hauptsächlich handelt es sich um Keramikgefäße, die zum Teil Tintenaufschriften in hieratischer Schrift aufweisen. Im Eingangsbereich von Galerie G9 wurden zwei Anker aus Kalkstein entdeckt. Weitere besondere Funde stellen zwei zerlegte Schiffe dar, die in den Galerien G2 und G9 gefunden wurden. Sie bestanden aus Zedernholz und waren im Originalzustand etwa 14 bis 15 m lang. Die Schiffe waren in ihre einzelnen Bestandteile zerlegt worden, die in bis zu fünf Schichten und drei Reihen sorgsam aufeinander gestapelt worden waren. Die einzelnen Planken hatten Breiten von 30 cm und Dicken von 10 cm. Sie wiesen doppelte Durchbohrungen auf, an denen sie mit ihren Nachbar-Planken fest verschnürt werden konnten.

#### Die Felsinschriften
Oberhalb der Galerien befinden sich am Felshang vier Inschriften aus dem Mittleren Reich. Die erste datiert ins erste Regierungsjahr Mentuhoteps IV., des letzten Königs der 11. Dynastie. Die Inschrift vermerkt, dass der König 3000 Mann ausschickte, um Türkis, Kupfer, Bronze (?) und andere Produkte der Wüste ins Niltal zu bringen.
Die zweite Inschrift stammt aus dem 7. Regierungsjahr Amenemhets I., dem Nachfolger Mentuhoteps und Begründer der 12. Dynastie. Die Inschrift nennt den gleichen Zweck für die Expedition, gibt aber eine Teilnehmerzahl von 4000 Mann an.
Eine dritte Inschrift stammt aus dem 9. Regierungsjahr von Sesostris I., dem Sohn Amenemhets I. Sie berichtet von einem Beamten, der vom König in die Minen der Sinai-Halbinsel entsandt wurde.
Die vierte Inschrift entstand in der fortgeschrittenen 12. Dynastie im 2. Regierungsjahr von Amenemhet III. Sie nennt die Namen mehrerer Beamter, darunter den eines Ity, Sohn der Isis, der ebenfalls auf einer Inschrift im Wadi Maghara auf der Sinai-Halbinsel genannt wird.

## Infrastruktur
Im September  2021 wurde bekannt, dass Siemens  mit der ägyptischen Regierung den Bau einer Bahnstrecke von Alexandria nach Ain Suchna vereinbart habe.